# Otolejeunea schnellii
Otolejeunea schnellii är en bladmossart som först beskrevs av Pierre Tixier, och fick sitt nu gällande namn av R.L.Zhu et M.L.So. Otolejeunea schnellii ingår i släktet Otolejeunea och familjen Lejeuneaceae. Inga underarter finns listade i Catalogue of Life.